# Parti démocrate (Timor oriental)
Le Parti démocrate (en portugais : Partido Democrático) est un parti politique du Timor oriental, de centre-gauche, fondé le 10 juin 2001.